# 킴 불러드
킴 불러드(영어: Kim Bullard, 1955년 5월 6일 ~ )는 미국의 키보디스트이다.
1978년부터 1983년까지 밴드 포코의 구성원으로 활동하였다.
한국의 싱어송라이터 이승환의 5번째 정규 음반 《CYCLE》에 프로듀서로 참여하기도 했다.
2009년부터 엘튼 존 밴드의 키보드 연주자로 활동하고 있다.